# 朱春雨
朱春雨（1939年—2004年），原名朱子澄、朱学孟，笔名迟犀、徐辛，中国当代小说作家。

## 生平
1939年出生于辽宁盖县的一个满族中医家庭，满姓乌苏额尔敦。先后担任长春电影制片厂场记、编辑，中国人民解放军第二炮兵部队文化部创作员等职务。

## 作品
出版作品6种。其中有长篇小说《大业千秋》(1977)、《在人海里——道德见闻录》(1982)、《山魂》1984年)、《沧桑小户》(1985)，中篇小说集《绿萌》(1982)、《白鹤浦》(1984)。朱春雨的小说创作以中长篇为主，涉及当代军人生活中特种兵生活和道德冲突这两个边缘领域。